# غاري سيمبسون (كاتب)
غاري سيمبسون (بالإنجليزية: Garry Simpson)‏ هو كاتب أمريكي، ولد في 16 فبراير 1914 في جاكسون في الولايات المتحدة، وتوفي في 19 نوفمبر 2011 في ميدلبوري في الولايات المتحدة.

## وصلات خارجية
- غاري سيمبسون على موقع IMDb (الإنجليزية)